# Olympische Sommerspiele 2000/Teilnehmer (Amerikanisch-Samoa)
| Gelbes Symbol für Goldmedaillen mit stilisierten Olympischen Ringen | Graues Symbol für Silbermedaillen mit stilisierten Olympischen Ringen | Braundes Symbol für Bronzemedaillen mit stilisierten Olympischen Ringen |
| ------------------------------------------------------------------- | --------------------------------------------------------------------- | ----------------------------------------------------------------------- |
| —                                                                   | —                                                                     | —                                                                       |

Amerikanisch-Samoa nahm an den Olympischen Sommerspielen 2000 in der australischen Metropole Sydney mit vier Athleten, einer Frau und drei Männern, in drei Sportarten teil.
Seit 1988 war es die vierte Teilnahme des pazifischen Staates an Olympischen Sommerspielen. 

## Flaggenträger
Die Leichtathletin Lisa Misipeka trug die Flagge Amerikanisch-Samoas während der Eröffnungsfeier im Stadium Australia.

## Teilnehmer nach Sportarten

### Bogenschießen
- Kuresa Tupua
Einzel: 64. Platz

### Gewichtheben
- Alesana Sione
Superschwergewicht: 20. Platz

### Leichtathletik
- Kelsey Nakanelua
100 Meter: Vorläufe

- Lisa Misipeka
Frauen, Hammerwerfen: 14. Platz in der Qualifikation